# Fernando Quesada
Fernando Quesada Gallardo (* 5. ledna 1994, Sabadell, Španělsko) je španělský fotbalový záložník, který hraje v současnosti za nizozemský klub FC Utrecht. Hraje na postu středního záložníka.

## Klubová kariéra
Do FC Utrecht přišel v lednu 2014, předtím hrál v mládežnických týmech FC Barcelona. Podepsal smlouvu do konce sezóny 2016/17.